# Maria Yde
Maria Yde (født 2. december 1974) er en dansk journalist og tv-vært.
Yde afsluttede en samfundsvidenskabelig basisuddannelse i 1998 fra RUC, og i 2002 en bachelor i journalistik fra Syddansk Universitet. Efter bestået eksamen begyndte Maria Yde som journalist hos TV2 Lorry. Senere blev hun vært på TV 2's programmer Station 2 og Efterlyst. I 2005 blev hun pressekonsulent i kriminalforsorgen.
I foråret 2007 blev hun vært på TV 2 News. Året efter blev hun vært på DR Sporten.
I februar 2011 blev Maria Yde vært på DR's nyhedskanal, DR Update, og fra februar 2012 til januar 2015 var hun vært på Aftenshowet på DR1.
Fra 2019 er hun vært på TV-avisen.